# Sergey Rudaskov
Sergey Rudaskov (né le 6 août 1984) est un coureur cycliste russe, ancien membre de l'équipe Itera-Katusha.

## Palmarès
- 2005
  - Trofeo Gavardo Tecmor
  - 3e du Gran Premio Sportivi San Vigilio
- 2006
  - Trofeo Francesco Luppino
  - 3e étape du Giro delle Valli Cuneesi
  - 2e du Trofeo Gavardo Tecmor
  - 3e de la Coppa Collecchio
  - 9e du championnat d'Europe sur route espoirs
- 2007
  - Trofeo FPT Tapparo
  - Bologna-Raticosa
  - Gran Premio Rubega
  - 5e étape du Giro delle Valli Cuneesi
  - Trofeo Gavardo Tecmor
  - Trofeo Angelo Ripamonti
  - 2e du Grand Prix de la ville de Felino
- 2010
  - 1re étape du Tour de Bulgarie
  - 2e des Cinq anneaux de Moscou
- 2011
  - 4e étape du Grand Prix de Sotchi
  - 2e du Mémorial Oleg Dyachenko
  - 3e du Grand Prix de Sotchi
- 2012
  - 1re et 2e étapes du Grand Prix de Sotchi
  - 2e du Trofeo Zssdi
  - 2e du Rhône-Alpes Isère Tour
  - 2e du Tour de Serbie
  - 3e du Mémorial Oleg Dyachenko

## Classements mondiaux
| Année           | 2005 | 2006 | 2007 | 2008 | 2009  | 2010 |
| --------------- | ---- | ---- | ---- | ---- | ----- | ---- |
| UCI Asia Tour   |      |      |      | 269e |       |      |
| UCI Europe Tour | 644e | 637e | 488e | 488e | 1027e | 304e |